# Milica (ime)
Milica je žensko osebno ime.

## Izvor imena
Ime Milica je slovanskega porekla, ki ga lahko razlagamo iz pridevnika mila, tako kot npr. imena Mila, Milana, Milena,Milka 

## Pogostost imena
Po podatkih Statističnega urada Republike Slovenije je bilo na dan 31. decembra 2007 v Sloveniji število ženskih oseb z imenom Mlica: 1.390. Med vsemi ženskimi imeni pa je ime Milica po pogostosti uporabe uvrščeno na 154. mesto.

## Osebni praznik
V koledarju je ime Milica možno uvrstiti k imenu Emilija.